# 博伊西機場
博伊西機場（英語：Boise Airport），也稱Boise Air Terminal或Gowen Field，是一個軍民兩用和一般航空的機場，位於美國愛達荷州埃達縣博伊西市南面6公里/3海里。由博伊西市航空部的機場委員會管理
在2010年，機場客量為2,805,692。在2009年，機場為全美第七十六個客量最多的機場。

## 設施
博伊西機場面積5000英畝(2023公頃)，在水平面上2871英呎(875米)共有兩條跑道。
- 跑道 10L/28R: 10,000 x 150 英呎 (3,048 x 46米), 跑道表面: 柏油, 載重量: 每車輪75,000 磅 (34,000公斤); 設有VASI系統[1]
- 跑道 10R/28L: 9,763 x 150 英呎 (2,976 x 46米), 跑道表面: 柏油, 載重量: 每車輪75,000 磅 (34,000公斤)l; 設有VASI,ILS/DME系統[1]

在2007年4月30日的過去12個月內，起降架次有184,023架，平均每日504架，當中52%是普通航行、23%是定期航班、18%是空中的士、7%是軍事飛機。在這段時間，基地飛機數量共有286架，當中58%是單引擎飛機、10%是多引擎飛機、7%是噴氣式飛機、9%是直升機和16%是軍用飛機。
在2005年，共有300萬人使用這機場
這機場設有主要維修服務，由Jackson Jet Center, Turbo Air和Western Aircraft提供。

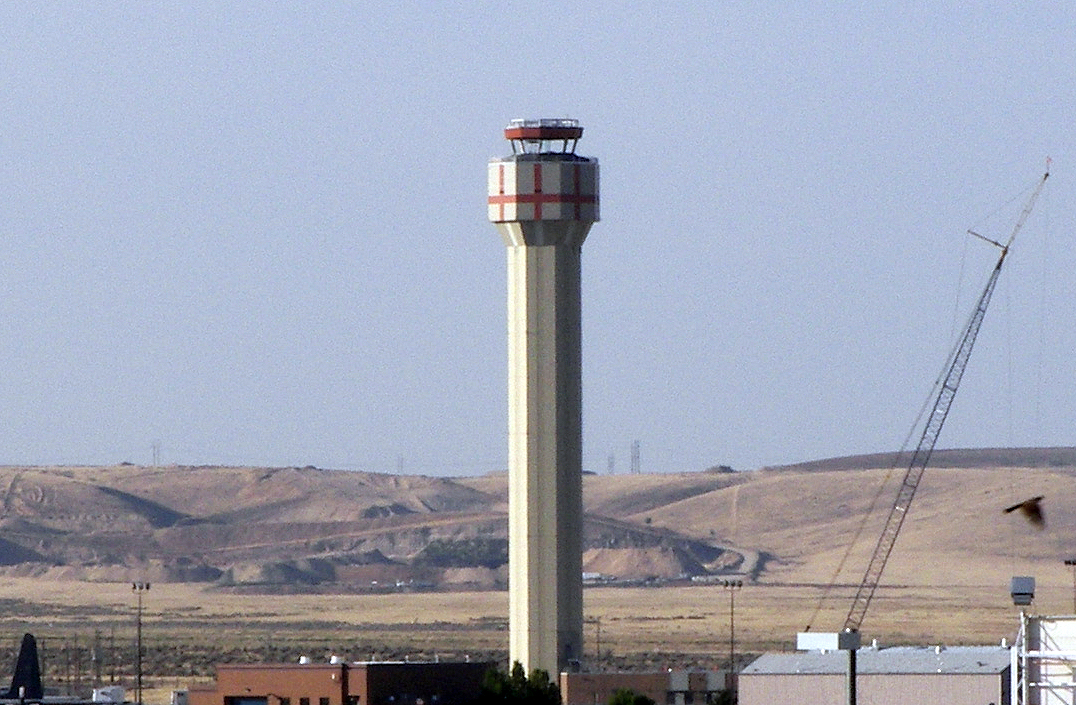
新塔台(建築中，2009年)

機場內的執法部門為博伊西警察部門。機場管制科有1名中尉，2名警長，以及28名警員。他們都有5隻TSA認證的K-9部隊，用來探測爆炸品。

### 新空中交通管制塔
在2008年1月4日，城市官方動土興建，開始一項工型，建造一座新的空中交通管制塔。現時已經落成啟用，高295英呎(90米)。在太平洋西北地區和波伊西中最高的塔台。

## 航空公司及目的地
一些長期航班會以博伊西為目的地。除了定期航班，也有一些包機以博伊西為目的地。
| 航空公司                     | 目的地                                                                                             | 大堂 |
| ---------------------------- | -------------------------------------------------------------------------------------------------- | ---- |
| 美鷹航空                     | 洛杉磯                                                                                             | B    |
| 達美航空                     | 鹽湖城                                                                                             | B    |
| 由達美連繫營運的Comair       | 明尼阿波利斯/聖保羅                                                                                | B    |
| 由達美連繫營運的梅薩巴航空   | 明尼阿波利斯/聖保羅,鹽湖城                                                                         | B    |
| 由達美連繫營運的天西航空     | 明尼阿波利斯/聖保羅,鹽湖城                                                                         | B    |
| 邊疆航空                     | 丹佛[季節性]                                                                                       | B    |
| 由邊疆航空營運的共和航空     | 丹佛[季節性]                                                                                       | B    |
| 阿拉斯加航空                 | 劉易斯頓, 波特蘭(奧勒岡州), 薩克拉門托, 聖何塞 (加州), 西雅圖/塔科馬,埃弗里特(华盛顿州), 薩恩瓦利  | C    |
| 捨文航空                     | 麥考爾, 捨文                                                                                       | B    |
| 西南航空                     | 丹佛, 拉斯維加斯, 奧克蘭(加州), 波特蘭(奧勒岡州), 鳳凰城, 雷諾/塔霍, 鹽湖城, 西雅圖/塔科馬, 斯波坎 | B    |
| 聯合航空                     | 芝加哥-奧黑爾, 丹佛                                                                                | B    |
| 由聯合快運航空營運的天西航空 | 芝加哥-奧黑爾, 丹佛, 洛杉磯, 三藩市                                                                | B    |
| 由聯合快運航空營運的去捷航空 | 芝加哥-奧黑爾                                                                                      | B    |
| US Airways                   | 鳳凰城                                                                                             | B    |

## 數據
| 排名 | 城市                | 乘客    | 航空公司         |
| ---- | ------------------- | ------- | ---------------- |
| 1    | 鹽湖城              | 228,000 | 達美、西南       |
| 2    | 丹佛                | 222,000 | 邊疆、西南、聯合 |
| 3    | 西雅圖/塔科馬       | 193,000 | 地平線、西南     |
| 4    | 波特蘭              | 132,000 | 地平線、西南     |
| 5    | 鳳凰城              | 74,000  | 西南、全美       |
| 6    | 拉斯維加斯          | 71,000  | 西南             |
| 7    | 斯波坎              | 67,000  | 西南             |
| 8    | 明尼阿波利斯/聖保羅 | 63,000  | 達美             |
| 9    | 芝加哥              | 60,000  | 聯合             |
| 10   | 三藩市              | 56,000  | 聯合             |

## 意外及事故
- 在1996年12月9日，埃默里全球航空的一架道格拉斯C-47運輸機（機身編號：N75142）於博伊西機場進場時墜毀，兩名機員死亡。該飛機是一班貨機，於鹽湖城國際機場起飛後右舷引擎起火但飛機仍決定前往博伊西機場，造成慘劇[11]。

## 備註
1. 1 2 3 4 5 6 7   （页面存档备份，存于）,2008-04-10生效
2. 1 2   (PDF).   [2011-06-01]. （原始内容 (PDF)存档于2011-07-25）.
3. 1 2  . 博伊西機場. 博伊西市. 2005  [2006年8月31日]. （原始内容存档于2006年8月21日）.
4. ↑  . 博伊西機場. 博伊西市. 2005  [2006年8月31日]. （原始内容存档于2012年4月25日）.
5. 1 2  . 博伊西機場. 博伊西市. 2005  [2006年8月31日]. （原始内容存档于2012年4月25日）.
6. ↑  . 博伊西機場. 博伊西市. 2005  [2006年8月31日]. （原始内容存档于2012年3月24日）.
7. ↑   (PDF).   [2011-06-01]. （原始内容存档 (PDF)于2010-12-14）.
8. ↑  . 博伊西機場. 博伊西市. 2005  [2006年8月31日]. （原始内容存档于2007年5月6日）.
9. ↑  . 博伊西機場. 博伊西市. 2005  [2006年8月31日]. （原始内容存档于2009年3月6日）.
10. ↑  .   [2011-06-01]. （原始内容存档于2011-06-07）.
11. ↑  . 航空安全網絡.   [2010年6月25日]. （原始内容存档于2012年11月2日）.

## 外部連結
- 官方網站（页面存档备份，存于）
- FAA机场平面图 (PDF)（自2025-06-12起）
- 关于此机场的资源：
  - AirNav KBOI机场信息
  - ASN BOI机场事故历史
  - FlightAware 机场信息及实时航班追踪
  - NOAA/NWS 最新及前三天的气象观测信息
  - SkyVector KBOI机场航图
  - FAA 当前BOI机场航班延误情况